# The Thrill Book
The Thrill Book est un magazine pulp américain lancé en 1919 par l'éditeur Street & Smith, qui publie des récits souvent ancrées dans la fantasy ou la science-fiction. 
Sous la direction d'Harold Hersey, les huit premiers numéros mêlent aventures et fiction bizarre. Parmi les auteurs figurent Greye La Spina, Fulton Oursler, J. H. Coryell et Seabury Quinn. Ronald Oliphant remplace Hersey dès le numéro du 1er juillet, probablement en raison de la gestion jugée insatisfaisante de ce dernier par l’éditeur. Avec Oliphant, le magazine mise davantage sur la science-fiction et le fantasy, même si plusieurs textes, dont deux nouvelles de Murray Leinster, avaient été acquis avant son arrivée. L'histoire la plus marquante publiée dans The Thrill Book reste The Heads of Cerberus de Francis Stevens, un des premiers romans à explorer des réalités temporelles alternatives. Bénéficiant d'un budget plus important, Oliphant réussit à attirer des auteurs populaires comme H. Bedford-Jones. Malgré cela, il ne peut publier que huit numéros supplémentaires avant que la revue ne disparaisse. Le dernier numéro date du 15 octobre 1919. La fin de la publication est probablement liée à de faibles ventes, même si une grève des imprimeurs à cette période a pu également compliquer la situation.
Si The Thrill Book est parfois présenté comme le premier pulp américain spécialisé dans le fantasy et la science-fiction, les recherches récentes nuancent cette affirmation. Les historiens le voient surtout comme une étape intermédiaire, annonciatrice de Weird Tales et Amazing Stories, les premiers magazines véritablement spécialisés dans la fiction bizarre (en anglais weird fiction) et la science-fiction.

## Historique de publication
À la fin du XIXe siècle, les magazines populaires ne se limitent pas à la fiction et offrent des articles documentaires et des poèmes, mêlant ainsi plusieurs genres au sein d'un même numéro. En octobre 1896, Argosy, publié par la maison Frank A. Munsey, rompt avec cette tradition en devenant le premier magazine à se consacrer exclusivement à la fiction. Deux mois plus tard, il adopte un papier bon marché fabriqué à partir de pâte de bois. Les historiens de la presse considèrent cette double évolution comme le point de départ de l'ère des magazines pulp. Pendant deux décennies, ces publications prospèrent sans restreindre leur contenu à un genre particulier. En 1915, l’éditeur Street & Smith inaugure une nouvelle approche en lançant des titres centrés sur des univers spécifiques, comme Detective Story Magazine ou Western Story Magazine, donnant naissance aux pulp spécialisés, chacun dédié à un seul genre,,. C’est dans ce contexte, vers 1918, que Henry Ralston, responsable de la diffusion chez Street & Smith, envisage la création d’un magazine destiné à accueillir des récits « différents » : des histoires inclassables, singulières, souvent empreintes de fantasy ou de science-fiction,. Dans The Fiction Factory, son ouvrage consacré à l’histoire de Street & Smith, Quentin Reynolds attribue cette initiative à Ormond G. Smith, l'un des dirigeants de la maison. Toutefois, l’historien du pulp Will Murray tempère cette version, estimant qu'elle ne reflète pas toute la réalité. Il rappelle que le livre de Reynolds, rédigé près de quarante ans après les faits, constitue une version « officielle » approuvée par l’éditeur lui-même. Murray affirme sans équivoque que Ralston a joué un rôle essentiel dans la création de The Thrill Book. 

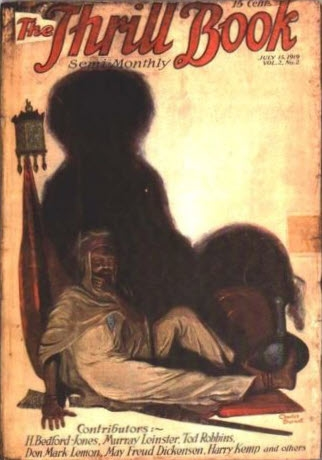
Couverture du numéro du 15 juillet, illustration réalisée par Charles Durant.

Walter Adolphe Roberts, alors rédacteur en chef du magazine Ainslee's Magazine publié par Street & Smith, confie à son ami Harold Hersey que Ralston était à la recherche d'un éditeur pour un nouveau périodique. Bien qu'Hersey ait déjà vendu quelques textes aux périodiques pulps, son expérience éditoriale se limite à une année passée à travailler sur divers little magazines. Il rencontre Ralston au début de 1919 et se fait aussitôt recruter sur la seule base de cet entretien. Il semble qu'Eugene A. Clancy, rédacteur en chef de The Popular Magazine chez Street & Smith, ait d’abord été pressenti pour diriger The Thrill Book, mais qu’il n'ait pas pu assumer cette charge supplémentaire. Malgré tout, Clancy apporte son soutien à Hersey pour certains numéros. Ce choix de confier la direction à Hersey s'est avéré une erreur, car les experts du domaine le considèrent sans talent, aussi bien comme écrivain que comme éditeur,,,.
Le premier numéro de The Thrill Book, daté du 1er mars 1919, adopte un format proche de celui des romans populaires à bas prix. Ce choix, sans doute maladroit, véhicule auprès du public l'image d'une littérature de faible qualité, destinée à des lecteurs aux exigences limitées. La décision de publier deux numéros par mois traduit cependant la confiance de Street & Smith dans le succès de cette nouvelle revue.
Au neuvième numéro, daté du 1er juillet 1919, Ronald Oliphant remplace Hersey. La cause exacte de cette décision reste floue, malgré plusieurs hypothèses. Murray Leinster affirme qu'Hersey a été renvoyé pour avoir publié trop de ses propres textes, certains poèmes étant même attribués à sa mère,. Mais Richard Bleiler, spécialiste des pulps, juge cette théorie peu crédible, car si la plupart des poèmes lui sont attribuables, seules deux histoires sont assurément de lui, et quatre autres sous pseudonyme pourraient également l'être. Bleiler pense que Street & Smith se sont au mieux limités à un avertissement, la vraie raison étant une insatisfaction générale envers la qualité de The Thrill Book sous sa direction. Il suggère aussi qu'Hersey aurait lui-même lancé la rumeur d'un renvoi pour achat excessif de ses propres textes, afin de préserver sa réputation. Hersey, lui, affirme avoir démissionné de son propre gré : « Je n’ai pas été renvoyé, même si j’aurais dû l’être... J’avais pressenti les difficultés. J’ai demandé à être relevé de mes fonctions, et ma demande a été acceptée immédiatement ».
Lorsque Oliphant devient rédacteur en chef, la présentation du magazine passe à un format classique de pulp. Avec ses 160 pages, il offre aux lecteurs un bien meilleur rapport qualité-prix que les 48 pages des huit premiers numéros, malgré une augmentation du prix de 10 à 15 cents. Une rubrique de questions-réponses, « Cross-Trails », voit le jour, calquée sur celle d'Adventure, le pulp le plus populaire à l'époque. Ce changement de format cherche aussi à rapprocher visuellement les deux magazines, notamment en modifiant la page des sommaires de The Thrill Book pour qu'elle ressemble à celle d'Adventure.

## Contenu
Quand Hersey prend ses fonctions, il étudie d'abord les auteurs déjà publiés capables de fournir les récits que Ralston attend. Il comprend rapidement qu'il faut mêler créations originales et rééditions pour lancer le magazine. Privé d’un budget suffisant pour attirer les grands noms ou racheter les textes les plus en vue, il se tourne vers des auteurs moins connus, comme Perley Poore Sheehan et Robert W. Sneddon. Pour attirer d'autres contributions, il publie un « avis aux écrivains » qui précise ses attentes : « récits étranges, bizarres, occultes, mystérieux, événements mystiques, aventures fantastiques, tours de prestidigitation, spiritualisme… Si vous avez une idée que vous jugez trop étrange, trop bizarre ou trop singulière, envoyez-la ! ». L'appel reste ouvert à tous les genres, pas seulement à la fantasy ou à la science-fiction. Hersey reçoit alors un large éventail de textes : mystères, aventures, histoires d'amour, même si le nombre de récits de science-fiction ou de fantasy de qualité se révèle insuffisant pour remplir tout le magazine. Plus tard, il se souvient que cet appel lui a attiré mille manuscrits, dont seulement dix lui paraissent dignes d'être exploitables.
Le premier numéro s'ouvre sur Wolf of the Steppes, une histoire de loup-garou signée Greye La Spina. Ce récit, d'abord proposé à The Popular Magazine, est finalement acheté par Clancy pour The Thrill Book en 1918, alors que Street & Smith prépare la sortie de ce nouveau magazine,. C’est la toute première publication de La Spina, de son vrai nom Fanny Greye Bragg, qui publiera ensuite plusieurs autres récits dans The Thrill Book avant de devenir une collaboratrice régulière de Weird Tales. Dans ce même numéro apparaît aussi une autre première œuvre, The Thing That Wept, de Fulton Oursler, futur rédacteur en chef de Liberty et auteur de romans sous le pseudonyme « Anthony Abbot »,,. Deux feuilletons débutent également ici : The Jeweled Ibis de J.C. Kofoed et In the Shadows of Race de J. Hampton Bishop. Tous deux mêlent éléments fantastiques et de science-fiction, fidèles à la ligne éditoriale initiale. The Jeweled Ibis évoque des adorateurs des dieux égyptiens anciens, tandis que l'histoire de Bishop raconte la découverte d'une race perdue en Afrique et met en scène des singes intelligents. La couverture, signée Sidney H. Riesenberg, est jugée « médiocre et de second ordre » par Bleiler, surtout en comparaison avec celles des revues populaires de l'époque comme Adventure ou Detective Story Magazine. Le numéro du 1er mai propose une histoire de Seabury Quinn, The Stone Image, où apparaît un certain Dr Towbridge, futur Dr Trowbridge, personnage-clé des enquêtes occultes de Quinn autour de Jules de Grandin, qui n'est pas encore créé. Tod Robbins, auteur reconnu de fantasy, signe plusieurs courts textes que l'historien de la science-fiction Mike Ashley considère comme de simples « esquisses d'atmosphère », sans véritable profondeur. Parmi les auteurs publiés figure Sophie Louise Wenzel, qui se fera plus tard connaître dans Weird Tales sous le nom de Sophie Wenzel Ellis. En revanche, la plupart des écrivains associés à la période Hersey, comme George C. Jenks et John R. Coryell — tous deux prolifiques dans le genre du roman populaire bon marché — sont désormais largement oubliés.

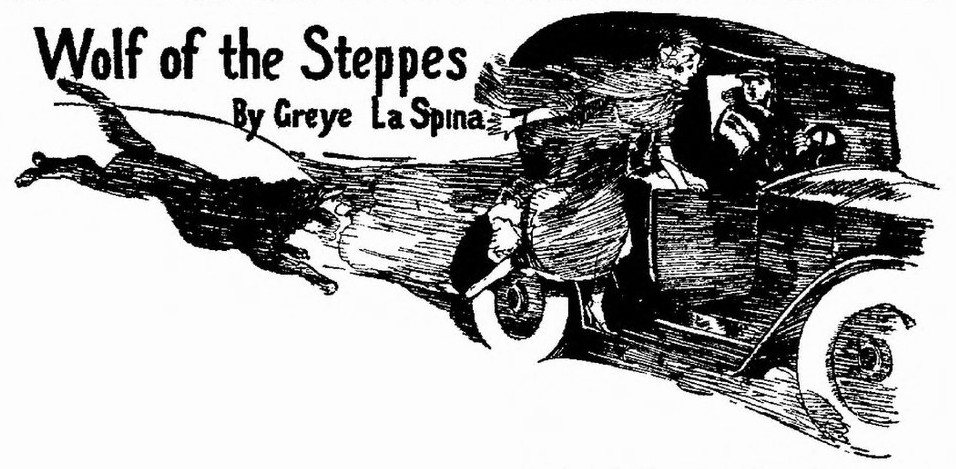
Wolf of the Steppes, écrit par Greye La Spina.

Lorsque Ronald Oliphant prend les rênes de la rédaction, il lance des appels à contribution dans plusieurs revues destinées aux écrivains, dans le but d'attirer de nouvelles plumes. Beaucoup des textes publiés sous sa direction ont sans doute été achetés par Hersey avant son départ, ce qui rend difficile de mesurer l'impact exact d'Oliphant sur l'orientation du magazine. Toutefois, un changement s'impose rapidement : Oliphant privilégie davantage les récits de science-fiction et de fantasty, là où Hersey s'était montré plus frileux. Ce dernier, en effet, n'avait quasiment pas inclus d'histoires relevant clairement de la science-fiction. Deux textes qu'il avait pourtant acquis, A Thousand Degrees Below Zero et The Silver Menace de Murray Leinster, sont publiés dans les premiers numéros sous la direction d'Oliphant. Puis viennent des récits comme The Lost Days de Trainor Lansing, qui explore les distorsions de la perception temporelle, et The Ultimate Ingredient de Greye La Spina, centré sur le thème de l'invisibilité, parus respectivement en août et en octobre. Ces choix éditoriaux confirment l'évolution du magazine vers une ligne plus spéculative et imaginative. La publication la plus marquante dans le domaine de la science-fiction reste The Heads of Cerberus de Francis Stevens, l'un des tout premiers romans à imaginer des réalités alternatives fondées sur des bifurcations temporelles,. Oliphant ne se contente pas d'élargir la place accordée à la science-fiction : il attire aussi des auteurs de stature, nettement plus connus que ceux publiés sous la houlette de Hersey. Parmi eux figurent H. Bedford-Jones et William Wallace Cook. Tout indique qu'en prenant la direction du magazine, Oliphant a bénéficié d'un budget de fiction revalorisé, qu'il emploie pour mieux rémunérer les écrivains les plus recherchés. Hersey, lui, se limite à un centime par mot. Bedford-Jones, en revanche, reçoit 800 dollars pour The Opium Ship — un tarif qui atteint entre 2,5 et 3 centimes le mot —. Francis Stevens, elle, touche à peine 400 dollars pour The Heads of Cerberus, un roman bien plus long, payé à un taux inférieur à un centime le mot. La poésie conserve toutefois sa place dans les pages du magazine. On y lit encore plusieurs textes de Hersey, mais aussi Dissonance, un poème de Clark Ashton Smith, que Hersey sollicite directement en mars. Pour Will Murray, cette invitation constitue un exemple rare de la lucidité éditoriale dont Hersey sait parfois faire preuve.

## Réception
Parce qu'il n'est distribué que dans quelques régions des États-Unis, The Thrill Book est d'une extrême rareté, ce qui en fait un objet très recherché par les collectionneurs de pulps. Cette rareté alimente, voire suscite, l'idée répandue selon laquelle il s'agirait du tout premier magazine dédié à la science-fiction et à la fantasy. Pourtant, les études les plus récentes menées par des spécialistes de la science-fiction et de la presse populaire tendent à nuancer ce mythe. Selon eux, The Thrill Book incarne avant tout une tentative de spécialisation qui n'aboutit pas. Will Murray souligne que l'idée d'un rôle fondateur attribué à ce magazine est « à tort défendue par beaucoup » ; pour lui, The Thrill Book est un simple prélude avant l'âge d'or de la fiction bizarre publiée en revue. Il estime néanmoins que le magazine aurait pu jouer un rôle central dans l'essor du genre s'il avait connu une plus longue vie éditoriale. Richard Bleiler, de son côté, considère que The Thrill Book est devenu un symbole marquant pour une génération de lecteurs de pulps. Il le décrit comme « le premier éclat eidétique d'un rêve », qui se concrétise plus tard avec Weird Tales. Pour Mike Ashley, enfin, le magazine n'est qu'une étape, modeste mais nécessaire, vers la naissance d'une véritable revue de fantasy pleinement affirmée.

## Disparition
Street & Smith arrête la publication après le seizième numéro, daté du 15 octobre. Une grève des imprimeurs en est souvent évoquée comme la cause, mais Hersey la réfute dans ses souvenirs. Il est cependant évident que les ventes décevantes ont joué un rôle important dans cette décision. En novembre, Street & Smith continue d'acheter des histoires pour le magazine, ce qui, combiné au fait que le dernier numéro soit sorti en kiosque vers septembre, suggère une suspension temporaire, peut-être à cause de la grève, avec l'espoir d’une reprise, sans doute à un rythme moins fréquent. Une note dans les archives de Street & Smith fixe la date officielle de l'annulation de The Thrill Book au 1er décembre 1919, ce qui pourrait marquer le moment où le retard provoqué par la grève ont poussé l'éditeur à abandonner définitivement le magazine.

### Les manuscrits
Lorsque The Thrill Book disparaît des kiosques, la maison d'édition Street & Smith se retrouve avec un nombre important de manuscrits déjà achetés pour la revue. Plutôt que de les classer comme archives, l'éditeur commence à les proposer, au fil des années suivantes, à d'autres publications du groupe, comme Sea Stories. En 1927, l'écrivaine Greye La Spina décide de reprendre les droits de son récit The Dead Wagon et parvient à le vendre à Weird Tales, où il est finalement publié. Francis Stevens, de son côté, a vendu trois feuilletons et trois nouvelles à The Thrill Book, mais aucun de ces textes n'apparaît dans les pages du magazine. L'un des feuilletons, Serapion, est repris par Argosy et publié en 1920. Quant aux deux autres, leur sort demeure flou, et il est possible qu'ils correspondent à des versions antérieures de textes plus connus de l'autrice. Les trois nouvelles, elles, semblent être restées inédites. En 1940, John L. Nanovic, rédacteur en chef des pulps Doc Savage et The Shadow, se penche sur les manuscrits encore disponibles. Il suggère à Ralston que certains pourraient trouver leur place dans les colonnes de Love Story Magazines. Il recommande aussi quelques textes qui pourraient intéresser John W. Campbell, alors à la tête de Unknown. L'année suivante, Oliphant examine une dizaine de manuscrits et les retourne à Nanovic en y joignant ses commentaires. Campbell, après avoir lu trois des textes sélectionnés, choisit de n'en retenir aucun. Il rejette également The Great Catastrophe de Murray Leinster, un manuscrit soumis à l'origine à The Thrill Book et redécouvert en dehors du processus de sélection mené par Nanovic. D'autres revues, notamment Clues, Mystery et Detective Story Magazine, prennent aussi connaissance des récits recommandés par Oliphant, mais n'en retiennent aucun. Au terme de cette ultime tentative de réévaluation, un seul texte échappe à l'oubli : The Speed Demon’s Vendetta de Clyde Broadwell. Retravaillée, l'histoire paraît finalement en mars 1942 dans The Avenger, sous le pseudonyme de Denby Brixton, un nom de plume que Broadwell avait déjà utilisé pour une précédente contribution à The Thrill Book,.

### Projet d'anthologie
En 1976, Will Murray entreprend une nouvelle lecture des manuscrits de The Thrill Book, récemment remis à l'université de Syracuse par Condé Nast, propriétaire de Street & Smith depuis 1961. Parmi les documents, Murray retrouve les dix récits autrefois examinés par Oliphant. L'idée d'un livre se précise : les éditions Odyssey projettent de publier un recueil en format poche, mêlant ces textes encore inédits à quelques réimpressions emblématiques de la revue. L'année suivante, un second lot de manuscrits refait surface dans les archives de Syracuse. Il contient notamment The Great Catastrophe de Murray Leinster et The Bracelet de Greye La Spina. Le projet éditorial est aussitôt ajusté pour intégrer ces découvertes. Aucun des textes de Francis Stevens ne figure toutefois dans ces ensembles retrouvés. Parmi les manuscrits, un récit intitulé As It Is Written, signé De Lysle Ferree Cass, est à tort attribué à Clark Ashton Smith par Murray. Cette méprise entraîne un changement de stratégie chez Odyssey, qui prépare une parution distincte sous le nom de Smith. L'erreur n'est décelée qu'après la publication du texte en 1982. Quatre ans plus tard, Odyssey ferme définitivement ses portes. L’anthologie The Thrill Book, pourtant largement amorcée, ne voit jamais le jour.

## Détails bibliographiques
The Thrill Book paraît sous l'égide de l'éditeur new-yorkais Street & Smith. À ses débuts, le magazine adopte un format modeste : relié par agrafes centrales, il mesure environ 27 cm × 20 cm, compte 48 et se vend dix cents. Ce format évolue dès le neuvième numéro, daté du 1er juillet 1919 : Le périodique prend les dimensions caractéristiques du pulp, s'étoffe jusqu’à 160 pages et voit son prix passer à quinze cents. La direction éditoriale est d'abord assurée par Harold Hersey, du 1er mars au 15 juin 1919, avant que Ronald Oliphant ne prenne le relais. La revue se décline en trois volumes successifs : huit numéros pour le premier, six pour le deuxième, et seulement deux pour le troisième, qui marque sa conclusion,. Des années plus tard, Hersey affirme avoir entendu parler d'un magazine intitulé Thrill Book Quarterly, mais aucune trace concrète de cette édition prétendue ne subsiste.
Deux numéros font l'objet de rééditions en fac-similé, toutes deux publiées par Wildside Press : celui du 1er septembre 1919, republié en 2005, ainsi que le tout premier, daté du 1er mars 1919, réédité en 2011.